# Larophylla amimeta
Larophylla amimeta är en fjärilsart som beskrevs av Turner 1917. Larophylla amimeta ingår i släktet Larophylla och familjen mätare. Inga underarter finns listade i Catalogue of Life.